# Tom Lund
Tom Arne Lund (ur. 10 września 1950 w Lillestrøm) – norweski piłkarz występujący na pozycji napastnika. Trener piłkarski.

## Kariera klubowa
Lund całą karierę spędził w Lillestrøm SK. Rozpoczynał ją w sezonie 1967 w trzeciej lidze. W sezonie 1973 awansował z zespołem do drugiej, a w sezonie 1974 do pierwszej. Do końca kariery w 1982 roku wraz z Lillestrøm zdobył dwa mistrzostwa Norwegii (1976, 1977), a także trzy Puchary Norwegii (1977, 1978, 1981).

## Kariera reprezentacyjna
W reprezentacji Norwegii Lund zadebiutował 26 maja 1971 w wygranym 3:1 towarzyskim meczu z Islandią. 3 sierpnia 1972 w wygranym 4:1 pojedynku eliminacji Mistrzostw Świata 1974 z Islandią strzelił pierwszego gola w kadrze. W latach 1971–1982 w drużynie narodowej rozegrał 46 spotkań i zdobył 11 bramek.

## Kariera trenerska
Jako trener Lund dwukrotnie prowadził Lillestrøm SK. W sezonie 1985 wywalczył z nim wicemistrzostwo Norwegii, a także Puchar Norwegii, a w sezonie 1986 mistrzostwo Norwegii.